# Huifbedrijden

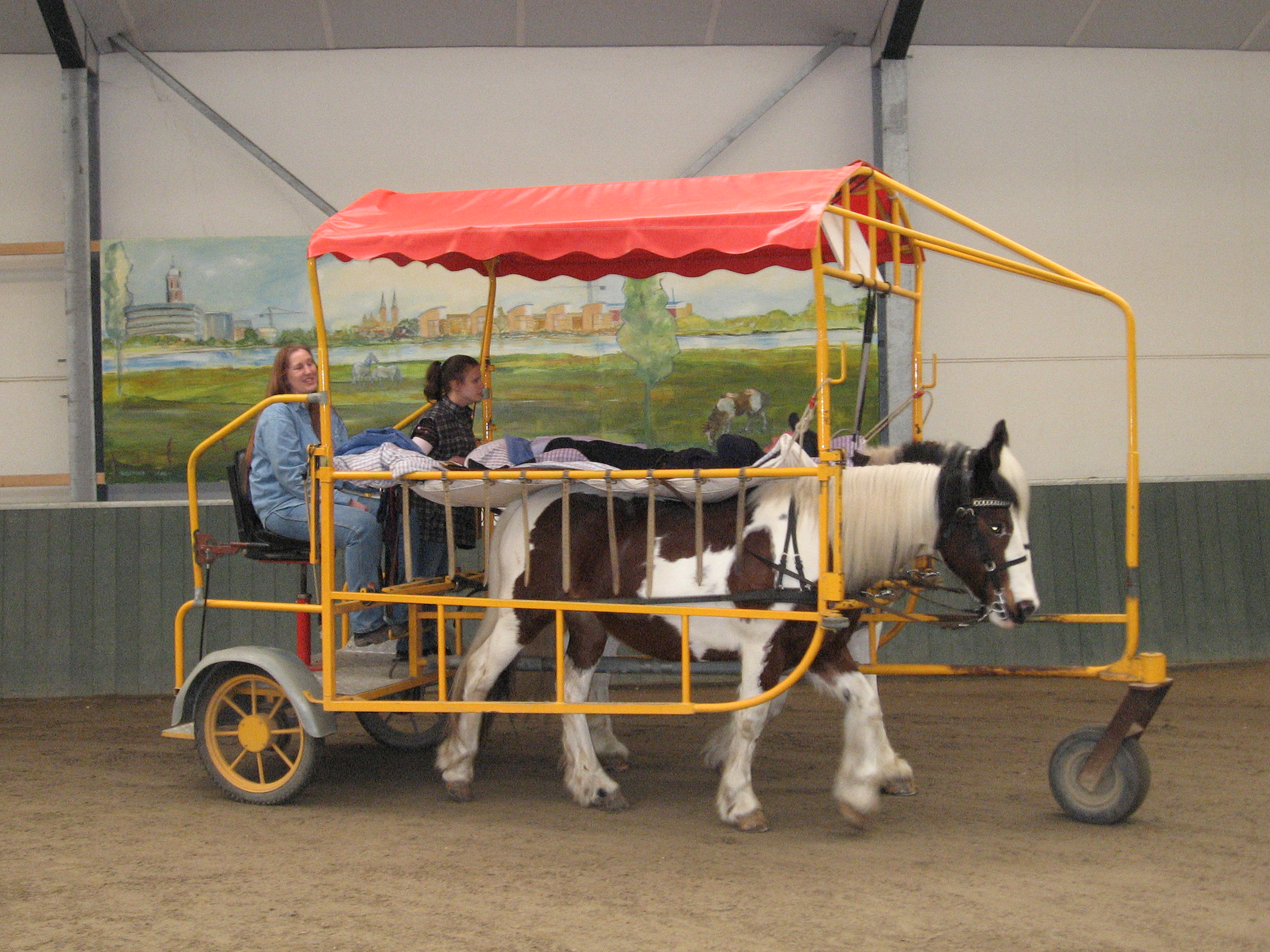
driewielig huifbed

Huifbedrijden is een vorm van hippotherapie.
Het is een manier om meervoudig lichamelijk gehandicapten therapeutisch te doen bewegen.

## Beschrijving
Een huifbedwagen, waarmee gereden wordt, is een stalen constructie waarin twee getrainde paarden lopen. Over de ruggen van de paarden is een zeil gespannen waarop een deelnemer aan het huifbedrijden ligt. De huifbedwagen wordt rondgereden. Door de cadans, de warmte van de paarden en de sfeer, werkt dit ontspannend en masserend voor de deelnemer. Spastische mensen beleven een zeldzaam moment van ontspanning.
Huifbedrijden is bedoeld voor mensen die als gevolg van een handicap weinig lichaamsbeweging krijgen. Tijdens de rit worden bloedsomloop en andere essentiële lichaamsfuncties, zoals stofwisseling en spijsvertering, gestimuleerd. Bij mensen die weinig (kunnen) lopen of fietsen, kan dit heilzaam werken. Klachten als obstipatie, epilepsie en vastzittend longslijm, kunnen verlicht worden door deze activiteit. Ook is gebleken dat huifbedrijden bij vegeterende patiënten  stimulerend kan werken. Vooral is het de bedoeling dat het huifbedrijden door de deelnemers als plezierig wordt ervaren.
Circa 1990 is het huifbedrijden begonnen in Bennekom. Inmiddels zijn er ongeveer twintig locaties waar men huifbed kan rijden. Een opleiding huifbedmenner organiseert het Cursuscentrum Dierverzorging Barneveld (voorheen Praktijk Training Centrum (PTC)) in Barneveld.

## Paarden
De gebruikte paarden zijn meestal Tinkers, Fjorden en Haflingers. Een schofthoogte tussen 1,40-1,45m is ideaal.
De paarden moeten van gelijke schofthoogte zijn, liefst een lange rug en een gelijkmatige rustige stap. Training van een span paarden vergt dikwijls een jaar.
Bij kleine huifbedden worden ook kleinere pony’s gebruikt, deze bedden zijn niet voor volwassenen te gebruiken en de pony’s hebben een minder rustige stap.

## Huifbedden
Er zijn globaal 3 typen huifbed:
- Het driewielige “standaard”-type met één zwenkwiel aan de voorzijde en een as aan de achterzijde, waarboven zich de bok van de menner/huifbedrijder bevindt
- Het vierwielige type met twee zwenkwielen aan de voorzijde en een as aan de achterzijde, waarboven zich de bok van de menner/huifbedrijder bevindt
- Het driewielige balanstype met twee wielen naast het midden van de paarden en één zwenkwiel aan de achterzijde, achter de bok van de menner/huifbedrijder.

Het vierwielige huifbed en driewielige balans-huifbed kunnen zijn voorzien van een tillift om een cliënt op het huifbed te tillen. Bij het driewielige “standaard”-type wordt de cliënt met een aparte tillift op het huifbed getild. Hiervoor moet de huif geheel of gedeeltelijk worden weg- of opgeklapt.
Sommige huifbedden zijn voorzien van kussens, waartegen de paarden kunnen duwen, zodat zij geen borsttuig en strengen nodig hebben en sneller kunnen worden in- en uitgespannen.
Het frame waaraan het spanzeil vastzit moet afhankelijk van de paarden op hoogte kunnen worden gesteld. Om de intensiteit van de overdracht van de beweging van de paarden naar de cliënt te beïnvloeden, is het spanzeil waar de cliënt op ligt voorzien van spanriemen rondom of aan weerszijden.
Voor het rijden is een ruimte benodigd van minimaal 40x20 meter. De bodem dient stevig en vlak te zijn. Afhankelijk van de cliënt kunnen extra (medische) voorzieningen nodig zijn. Huifbedrijden vindt meestal plaats in een manege, een zorgboerderij of een zorginstelling.

## Geschiedenis
De melkboer Johan Roelofsen in Wageningen bezorgde in de jaren zestig zijn waren huis aan huis per paard en wagen. De kinderen van zijn klanten liet hij regelmatig een ritje maken op een van zijn paarden. Ook gaf hij steeds vaker gehandicapte kinderen gelegenheid tot paardrijden.
Omdat ook mensen met een ernstige handicap, die niet zelfstandig te paard konden zitten, zich meldden, zocht hij naar middelen om hen te ondersteunen bij het paardrijden. Een metalen constructie die als een soort brancard op een paardenrug bevestigd kon worden was ondanks veel experimenteren niet erg succesvol. Daarom volgde het idee om twee paarden naast elkaar te laten lopen in een stalenframe op wielen. In het frame werd over de paardenruggen een soort hangmat gespannen waarop een gehandicapte liggend zou kunnen paardrijden. Uit dit basisidee is het huidige huifbedsysteem ontstaan.
Roelofsen wist ook anderen te interesseren voor zijn vinding. Zo is in 1985 de Manege zonder drempels te Bennekom ontstaan. Hier kunnen groepen gehandicapten met hun begeleiding komen logeren om paard te rijden. Het idee vond ook navolging, onder andere in het Limburgse Heel. Daar werd gebaseerd op adviezen en ervaringen uit Bennekom manege de Huif opgezet met een gelijkaardige doelstelling en middelen zoals het huifbedrijden.
Johannes ('Johan') Roelofsen, geboren in 1933, overleed op 29 mei 2011.